# Tomás Roncero
Tomás Gómez-Díaz Roncero (Villarrubia de los Ojos, 9 de maig de 1965), més conegut com a Tomás Roncero, és un periodista manxec.
Va ocupar el càrrec de redactor en cap del diari AS, pel que fa a la ràdio, va formar part de l'equip de tertulians de Carrusel Deportivo de la Cadena SER i a la televisió, és un dels contertulians principals del programa El chiringuito de jugones.
Llicenciat en periodisme per la Universidad Complutense de Madrid, va començar a treballar com a redactor a Madrid per a dos diaris del Grup Godó: Mundo Deportivo (1985-1989) i La Vanguardia (1989-1992). Posteriorment va treballar a l'agència de notícies Colpisa i el 1992 fou contractat pel diari El Mundo, on va desenvolupar el seu càrrec durant nou anys. Finalment, després d'un temps, va encetar la seva etapa de càrrec de redactor en cap al diari AS, el qual avui en dia encara ocupa, especialitzant-se en la informació del Reial Madrid, equip del qual és declarat seguidor.
A banda del seu càrrec, ha estat col·laborant com comentarista als espais radiofònics El larguero i Carrusel Deportivo, (ambos a la Cadena SER), El penalti (Onda Cero), El tirachinas (COPE), Punto Pelota (Intereconomía) i El mirador (Punto Radio). Va interpretar al seleccionador de Catalunya a la pel·lícula Torrente 5: Operación Eurovegas (2014).